# Riacho urbano
Riachos urbanos são cursos de água que seguem através das cidades. Os riachos urbanos passam por uma série de modificações, que são causadas pelo processo de urbanização. Essas modificações alteram as condições da água e a sua morfologia, ocasionadas por diferentes tipos de poluição.  

## Poluição nos riachos urbanos
Diferentes ações antrópicas são responsáveis por essas mudanças percebidas nos riachos que percorrem as cidades. Essas diferentes formas de poluição ocorrem por meio de más condições de planejamento urbano, que não levam os riachos urbanos em consideração. Essas alterações nos riachos podem ocorrer devido: ao despejo de esgoto, à construção de superfícies impermeáveis; ao despejo de esgoto e resíduos sólidos, ao desmatamento de matas ciliares, entre outros. 

#### Superfícies impermeáveis

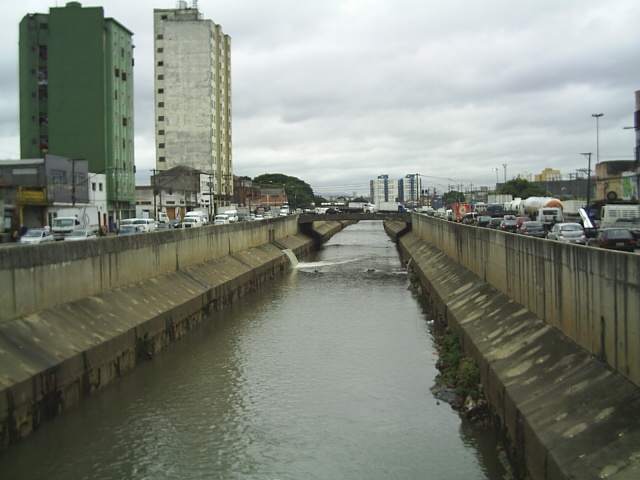
Rio Tamanduateí, localizado em São Paulo. Esse é um exemplo de riacho urbano retificado através da construção de superfícies impermeáveis nas cidades.

Muitos efeitos da poluição gerados pela urbanização são percebidos nos riachos urbanos. Em países desenvolvidos e em desenvolvimento, esses efeitos da poluição estão relacionados com as superfícies impermeáveis, que são construídas pelas pessoas nas cidades. As superfícies impermeáveis são estruturas construídas de concreto e asfalto, como ruas, estradas, prédios, entre outros. Assim, quando chove, a água se acumula, formando a chamada água de escoamento superficial. Essa água chega escorre para os riachos através dos sistemas de drenagem das cidades.
A água de escoamento superficial concentra substâncias como nitrogênio, carbonatos, fosfatos, sulfatos e outros compostos. Essa água escoa para os riachos urbanos, alterando a qualidade da água, através de mudanças físico-químicas, o que pode gerar impactos ambientais. Alguns desses efeitos da poluição causada pela presença de superfícies impermeáveis são: alta concentração de sólidos suspensos na água, variação na temperatura da água, variação no volume dos riachos e a velocidade da correnteza. Todas essas variações também acontecem nos ambientes preservados, afetando os riachos. Porém, nas cidades, esses eventos são considerados poluidores porque ocorrem numa frequência e velocidade muito maiores. Por esse motivo, eles afetam os ecossistemas de riachos urbanos presentes nas cidades. Todas essas formas de poluição alteram a forma como as pessoas percebem os riachos nas cidades.

#### Despejo de esgoto ilegal

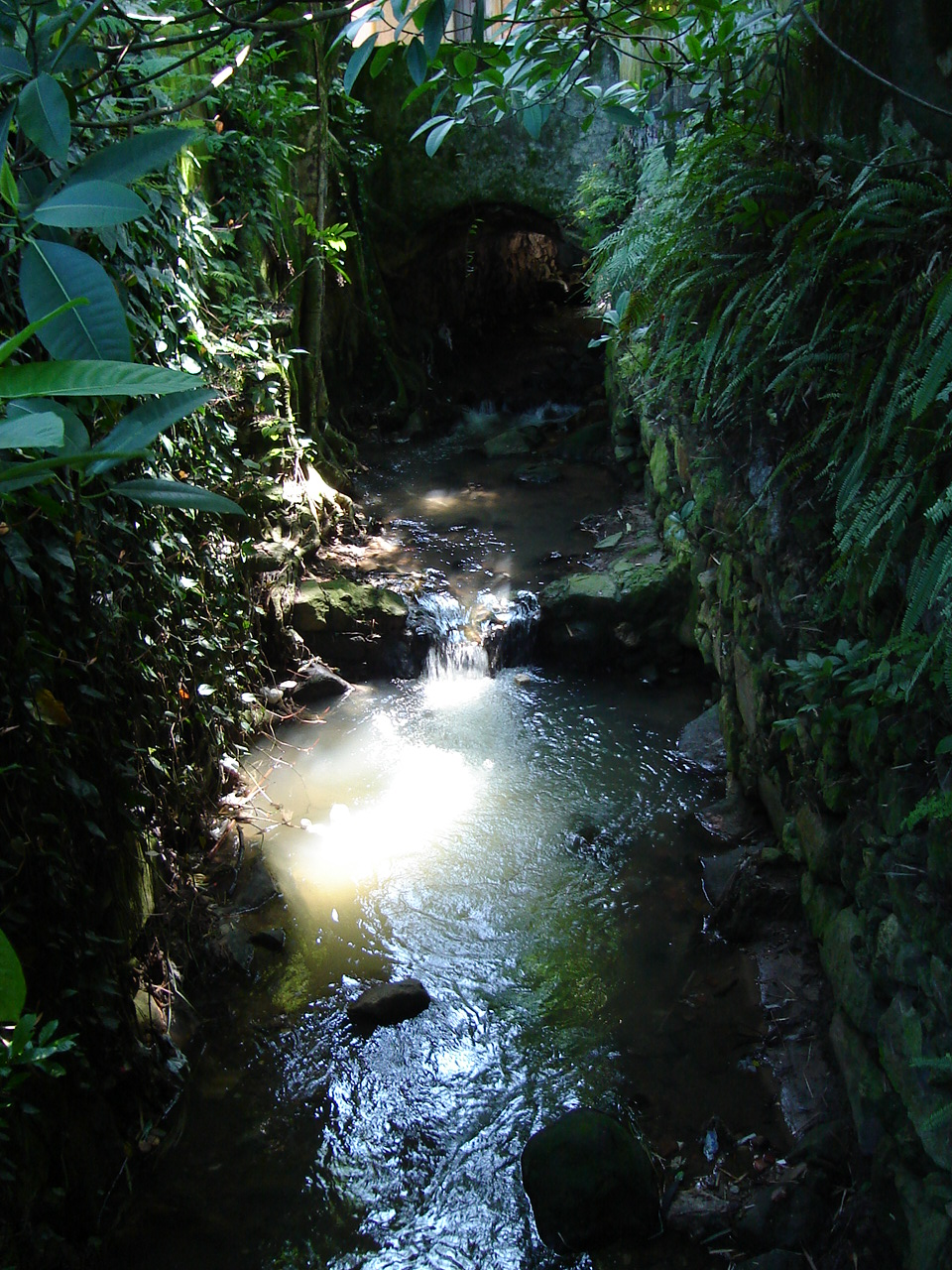
Rio Carioca, localizado em Cosme Velho, na cidade do Rio de Janeiro, Brasil. Este é um riacho urbano localizado na cidade do Rio de Janeiro. Ao longo de sua extensão, esse corpo d'água recebe alterações morfológicas como canalização para captação de esgoto, e despejo ilegal de esgoto e resíduos sólidos.

Nos países subdesenvolvidos ou em desenvolvimento, além desses efeitos mencionados acima, também são percebidos outros efeitos da poluição urbana nos riachos. No Brasil, por exemplo, o principal agente poluidor são os efluentes sanitários, também conhecidos como “esgoto”. Segundo o IBGE, somente metade dos municípios brasileiros possui rede coletora de esgoto.
Isso ocorre devido ao elevado processo de urbanização, onde as cidades se expandem de maneira desordenada, sem levar em consideração as condições ambientais e, consequentemente, sem um planejamento efetivo para o controle dos efluentes e águas urbanas. Assim, o despejo de efluente ilegal ocorre quando o esgoto doméstico é lançado diretamente nos riachos. Por causa desse despejo de esgoto, com o passar dos anos, tornou-se comum que as pessoas chamassem negativamente os riachos como “valão”. Assim, muitas pessoas sequer conseguem entender que os valões são, na verdade, riachos.   

#### Biodiversidade nos riachos urbanos
Ao contrário do que se pode imaginar, é possível encontrar biodiversidade animal e vegetal em riachos urbanos. Porém, os efeitos da urbanização percebidos nos riachos urbanos possuem influência sobre as espécies que ocorrem nesses riachos. O processo de urbanização causa profundas mudanças no habitat, o que faz com que apenas poucas espécies sobrevivam às condições criadas ambientais nos riachos, por consequência das alterações geradas pela urbanização. Logo, como poucas espécies de animais e plantas prosperam nas cidades, devido a sua tolerância às rápidas mudanças provocadas, uma grande abundância delas é observada. Esses fatores, somados aos efeitos da urbanização nas qualidades ambientais dos riachos, ajudam a causar distúrbios ecológicos graves, podendo inclusive levar a processos de extinção de espécies mais frágeis aos efeitos da urbanização. Esse problema é agravado, também, pela introdução de espécies exóticas, que são introduzidas nos riachos. Esse fenômeno pode ser observado em  ao redor do mundo.